# فراهنجار
فراهنجار، خارق الطبیعه ، خارق العاده یا پارانرمال، پدیده‌هایی توصیف شده در فرهنگ عامه، فولکلور و دیگر بدنه‌های دانش (به انگلیسی: Knowledge) هستند، که وجودشان در این زمینه‌ها، به عنوان چیزهایی که فراتر از تجربه یا توضیح علمی قراردارند توصیف شده‌است.
یک پدیده فراهنجار، با مفاهیمی فرضیه‌ای (به انگلیسی: Hypothetical) مانند ماده تاریک و انرژی تاریک متفاوت است. برخلاف پدیده‌های فراهنجار، این مفاهیم فرضیه‌ای بر اساس مشاهدات تجربی (به انگلیسی: Empirical) و داده‌هایی آزمایشی (به انگلیسی: Experimental) هستند که از طریق روش علمی به دست آمده‌اند.
برجسته‌ترین اعتقادات فراهنجار شامل آن‌هایی هستند که به روحها، زیست فرازمینی، یوفوها، توانایی‌های روانی (به انگلیسی: Psychic abilities) یا حس ششم، و نهان‌جاندارها مربوط هستند.

## مقدمه
فراهنجار، به پدیده‌ها، باورها، تفسیرها و التزامات نظری و عملی و غیرعادی و ناساز با هنجار معمول سپهر معرفتی بشر گفته می‌شود که بر اساس علوم کنونی (علوم تجربی و علوم عقلی) توجیهی ندارد و عملاً مردود دانسته می‌شود.
از آن جمله فراهنجارها می‌توان به بخت (شانس)، هوش اتفاقاتی، مدلولات وسوسه، آینده بینی، فرابینی، دورآگاهی (تله پاتی)، طالع، طلسم، انرژی‌درمانی، موجودات شناخته نشده (فضایی‌ها، اشباح) و … اشاره کرد.
وجود چنین پدیده‌هایی از سوی بیشینه تاییدات دانشمندان پذیرفته نشده‌است. علوم روانشناسی و فیزیک، توجیه‌هایی برای تداعی امور پارانرمال ارائه داده‌اند و آن‌ها را رد می‌کنند. فراهنجار، تا حدی شبه علم شناخته می‌شود. گروهی که به بررسی دانشگاهی در زمینه وجود چنین پدیده‌هایی (مرتبط با انسان) می‌پردازند فراروانشناسان نام دارند.

## موضوعات فراهنجار
در طبقه‌بندی موضوعات فراهنجار، Terence Hines، در کتابش Pseudoscience and the Paranorma (شبه علم و فراهنجار) در سال ۲۰۰۳ میلادی می‌نویسد:
فراهنجار به بهترین حالت می‌تواند به عنوان زیرمجموعه‌ای از شبه علم تصور شود. ...

## احتمال اشتباه با متافیزیک
نباید متافیزیک یا فراطبیعی به اشتباه به جای پارانرمال گرفته شود؛ زیرا متافیزیک با روش عقلی و برهانی پیش می‌رود (مابعد الطبیعه اشاره‌ای به مسئله وراء طبیعت ندارد و این اصطلاح صرفاً به خاطر جانمایی این بحث پس از مباحث طبیعیات توسط ارسطو در آثارش است) اما پارانرمال‌ها به هیچ دلیل عقلی، نقل معتبر یا تجربه مفید اطمینان استناد ندارد.

## تفاوت عدم قبول و انکار
گاهی عدم قبول در سپهر معرفتی مساوی انکار دانسته می‌شود. در حالی که منطقا عدم قبول و تصدیق مساوی انکار نیست. البته عالمان و رسانه‌های معتبر به دلیل مستند نبودن فراهنجار (و نیز خرافه) عناصر بازدارنده‌ای را برای هشدار به پذیرش و تبعیت آن افاده می‌کنند.
پس ممکن است آن را به‌طور تئوریک منتظر دلیل بدانیم؛ مثلاً بوعلی سینا می‌گوید «کل ما قرع سمعک من لعجائب فذره فی بقعة الامکان مالم یذرک عنه قائم البرهان یعنی «اگر کلام عجیبی شنیدی، مادامی که دلیلی بر امکان یا عدم امکانش نداری، نه آن را رد کن و نه قبول، تا وقتی که دلیل و برهانی به دست آوری.»)